# 그린 카드 (영화)
《그린 카드》(영어: Green Card)는 미국에서 제작된 1990년 로맨틱 코미디 영화이다. 피터 위어가 연출, 각본, 제작을 맡고, 제라르 드파르디외, 앤디 맥다월 등이 출연하였다. 대한민국의 개봉명은 《녹색 카드》였다.

## 줄거리
원예가이자 환경 운동가인 브론테 패리쉬는 미등록 프랑스인 이민자 조르주 포레가 미국에 머무를 수 있도록 그와 정략 결혼을 한다. 그 대가로 브론테는 위장 결혼 서류를 이용해 꿈에 그리던 아파트를 빌린다. 이사 후, 그녀는 남편의 부재를 설명하기 위해 문지기와 이웃들에게 그가 아프리카에서 음악 연구를 하고 있다고 말한다.
이민귀화국에서 결혼의 합법성을 확인하기 위한 인터뷰 연락을 받은 브론테는 웨이터로 일하는 조르주를 찾아낸다. 두 사람은 사실을 정리할 시간이 거의 없었지만, 그들을 심문하는 요원들은 그들의 답변에 만족하는 것처럼 보였다. 그러나 요원 중 한 명이 화장실 사용을 요청했을 때 조르주가 벽장을 가리키자 의심이 증폭되었고, 이틀 뒤 사무실에서 완전하고 공식적인 인터뷰를 예약한다.
변호사로부터 사기가 발각되면 형사 고발에 직면할 수 있다는 조언을 받은 브론테는 마지못해 조르주를 함께 살도록 초대한다. 그들은 서로의 과거와 특이한 버릇, 습관에 대해 배우려고 노력하지만, 곧 서로를 거의 참을 수 없다는 것을 깨닫는다. 조르주는 성질이 급하고 이기적인 게으름뱅이 흡연자로 채식 음식보다 붉은 고기를 선호하는 반면, 브론테는 경직되고 차가우며 식물에 집착하고 환경 문제에 몰두하는 것으로 묘사된다.
한편, 브론테의 가장 친한 친구인 로렌 애들러의 부모는 뉴욕을 떠날 계획을 세우고 그들의 나무와 식물을 도심 정원 개발을 감독하는 그룹인 그린 게릴라즈에 기부하는 것을 고려한다. 브론테는 이 문제를 논의하기 위한 저녁 식사 파티에 초대받고 로렌의 요청으로 조르주가 그곳에 있음을 발견한다. 그는 아이들과 나무에 대한 시에 맞춰 피아노로 연주하는 인상주의적인 곡으로 애들러 부부를 감동시켜 그들이 식물을 그린 게릴라즈에 기부하는 것에 동의한다. 나중에 브론테의 부모가 예고 없이 아파트에 방문했을 때, 조르주는 수리공인 척한다.
브론테의 남자친구 필이 여행에서 돌아오자 조르주는 자신이 브론테와 결혼했다고 밝힌다. 브론테는 화를 내며 조르주를 쫓아내지만, 두 사람은 다음 날에도 이민 인터뷰에 나타난다. 두 사람은 개별적으로 질문을 받았고, 조르주가 면접관에게 들키자 결혼이 사기였음을 고백한다. 그는 추방에 동의하지만, 브론테가 사기극에 가담한 것에 대해 기소되지 않아야 한다고 주장한다. 그는 브론테에게 인터뷰가 성공적이었다고 믿게 하고 두 사람은 각자의 길을 간다.
며칠 후, 조르주는 브론테를 처음 만났던 카페로 초대한다. 브론테는 이민 요원 중 한 명이 밖에 기다리고 있는 것을 보고 조르주가 추방될 것이라는 것을 깨닫고, 두 사람 모두 서로를 사랑하게 되었음을 알게 되었으므로 그가 떠나는 것을 막으려 한다.
조르주는 매일 "언제 올 거야, 자기?"라는 같은 질문을 담아 편지를 쓰겠다고 약속한다. 이 대사는 이민귀화국에 거짓 구애 과정을 설명할 때도 사용했던 대사이다. 이민 요원과 함께 떠나기 직전에 브론테는 조르주에게 결혼 반지를 아직 가지고 있는지 묻는다. 조르주는 주머니에서 반지를 꺼내고, 두 사람은 웃고 키스하며 재빨리 다시 반지를 교환한다. 그리고 브론테가 길가에서 지켜보는 가운데 조르주는 요원과 함께 떠난다.

## 출연진
- 제라르 드파르디외
- 앤디 맥다월
- 비비 뉴워스
- 그레그 에덜먼
- 로버트 프로스키
- 로이스 스미스
- 존 스펜서
- 앤 다우드
- 이선 필립스

## 기타 제작진
- 공동 제작: 덩컨 헨더슨
- 협력 제작: 아이라 핼버스탯
- 미술: 웬디 스타이츠
- 의상: 매릴린 매슈스

## 우리말 녹음
KBS 성우진 (1994년 11월 6일)
- 장광 - 조르주 (제라르 드파르디외)
- 송도영 - 브론테 (앤디 맥다월)
- 이광자
- 나수란
- 김규식
- 이재명
- 송연희
- 이진화
- 장승길
- 김익태
- 임성표
- 강은영
- 이재용

## 같이 보기
- 오스트레일리아 영화